# Manuel Cuevas García
Manuel Cuevas García (Moral de Calatrava, 1916 - Tavernes de la Valldigna, 9 de juliol de 2002) fou un poeta manxec.
De família humil, rebé la primera educació en els escolapis, i d'aquí passà successivament als col·legis franciscans d'Alcázar de San Juan, de la Puebla de Montalbán i d'Arenas de San Pedro, des d'on, fet el noviciat, fou traslladat als franciscans de Pastrana. En aquests col·legis es familiaritzà amb la cultura clàssica. Deixà l'orde sense haver rebut el presbiterat, i estudià per lliure el batxillerat i filosofia i lletres. Durant uns anys, treballà de rapsode professional, recitant poesia als entreactes en les gires de diverses companyies, com ara la de Pastora Imperio, la de Raquel Meller i la de Manolo Caracol, entre d'altres. Va ser llavors que feu amistat amb Juan Alcaide, que havent llegit alguns dels seus versos adolescents el convencé de reprendre l'escriptura en lloc de limitar-se a recitar poemes d'altri.
Cridat a files en esclatar la guerra civil, hi participà com a «milicià de la cultura», i durant la contesa contactà ocasionalment i rebé també l'estímul de poetes com Rafael Alberti, Vicente Aleixandre, García Lorca i Miguel Hernández. Acabada la guerra, es veié obligat, per causa de rancúnies polítiques i socials, a allunyar-se del seu poble natal, i hagué d'emprendre un penós periple per terres valencianes, fins que a finals de la dècada del seixanta es va establir a Tavernes de la Valldigna, on es va casar amb una filla de família benestant, amb la qual tingué un fill, i finalment va assolir l'estabilitat necessària per a concentrar-se plenament en la seua dedicació a la poesia, alhora que exercia la docència en una acadèmia privada. Allí arribà a gaudir d'un reconeixement que li valgué ser nomenat fill adoptiu del municipi el 1989.

## Obres
- Gritos del llano y voz del mar (pròleg d'Ángel Lacalle), València, 1974
- Mi voz herida, València, 1975
- Del odio a la concordia (pròleg d'Antoni Martínez Revert), València, 1979
- La Mancha en pie (dibuixos de Felipe Santamans), València, 1981
- Mis tres llagas (pròleg d'Antonio Martínez Revert, dibuixos de Felipe Santamans), València,1983, 2a ed. 1984
- Tavernes en mi voz (pròleg de José Monleón, dibuixos de Felipe Santamans), València, 1991
- Desde mi ardiente soledad (pròleg de José Monleón), València, 1994
- Moral de Calatrava en mi verso (pròleg de José Monleón, dibuixos de Felipe Santamans), València, 1998
- Epigramas (pròleg de José Monleón), València, 1999
- Poemas escogidos (1974-2001) (pròleg de José Monleón), València, 2001